# Nièvre d’Arzembouy
Nièvre d’Arzembouy – rzeka we Francji, przepływająca przez teren departamentu Nièvre, o długości 28,7 km. Stanowi dopływ rzeki Nièvre.